# Place-d'Armes (métro de Montréal)
Pour les articles homonymes, voir Place d'Armes.
Place-d'Armes est une station de la ligne orange du métro de Montréal située à la jonction du Vieux-Montréal, du quartier chinois et du quartier international dans l'arrondissement Ville-Marie.

## Origine du nom
Le nom de la station est tiré de la place publique située quelque peu au sud de celle-ci. Il s'agissait auparavant d'un lieu de rassemblement des défenseurs de Montréal à la fondation.
La station s'est brièvement appelée Station de la Place-d'Armes entre mai et novembre 2014, avant que la Société de transport de Montréal ne revienne sur sa décision,.

## Correspondances

### Autobus
|     | Service de jour         |
| 55  | Boulevard Saint-Laurent |
| 129 | Côte-Sainte-Catherine   |

|     | Service de nuit         |
| 361 | Saint-Denis             |
| 363 | Boulevard Saint-Laurent |
| 365 | Avenue Du Parc          |

## Édicules
- Édicule Palais des Congrès: 960, rue Saint-Urbain

Cet édicule comporte deux sorties: Une vers la rue Saint-Urbain et une vers la rue Viger. Des ascenseurs permets aux personnes à mobilités réduites de rejoindre les quais. Deux stations de BIXI, un système de vélo en libre-service se trouvent à proximité. Une à la sortie Saint-Urbain et l'autre proche des rues Viger et Chenneville
Une sortie secondaire connecte le Palais des Congrès de Montréal et un tunnel relie la station au RÉSO, la ville souterraine de Montréal, qui connecte 4 stations de la ligne Orange et 3 stations de la Ligne Verte.

## Principales intersections à proximité
- rue Saint-Urbain / av. Viger Ouest

## Centres d'intérêt à proximité
- Accès au Montréal souterrain
- Basilique Notre-Dame de Montréal
- Siège social de la Banque de Montréal
- Complexe Guy-Favreau
- Hôtel Intercontinental
- Journal La Presse
- Palais de justice de Montréal
- Palais des congrès de Montréal
- Place d'Armes
- Pointe-à-Callière, musée d'archéologie et d'histoire de Montréal
- Quartier chinois
- Vieux-Montréal
- Vieux-Port de Montréal
- Tour de la Banque Canadienne Nationale

## Œuvre d'art
Depuis 2017, l’œuvre Soleil de minuit de l'artiste Adrien Lucca est installée dans la station. Celle-ci représente, en 14 mosaïques de verre rétroéclairées, le lever du soleil du solstice d'été à Bruxelles, alors qu'il est minuit à Montréal.